# Leiobunum bicolor
Leiobunum bicolor is een hooiwagen uit de familie Sclerosomatidae.